# 植岡虎太郎
植岡 虎太郎（うえおか こたろう、2000年6月11日 - ）は、福岡県出身の、日本の柔道家。階級は100kg級。身長175cm。組み手は右組み。得意技は背負投。母親が阪神タイガースのファンだったため、虎太郎と名付けられた。

## 経歴
柔道は3歳の時に馬出柔道クラブで始めた。福岡中学から天理高校へ進むと、同期には中野寛太がいた。2年の時には全国高校選手権団体戦決勝で国士舘高校と対戦すると、大将戦で斉藤立に内股で敗れたためチームは2位にとどまった。3年の時には金鷲旗の決勝でも国士舘高校に敗れて2位だった。インターハイ個人戦では3位だったが、団体戦では決勝の国士館高校戦で中野とともに一本勝ちするなどして優勝を飾った。2019年に天理大学へ進むと、1年の時には体重別団体で3位になった。3年の時には学生体重別で優勝した。4年の時には全日本強化選手選考会の決勝で国士館大学4年の熊坂光貴に技ありで敗れて2位だった。優勝大会では3位だったものの、体重別団体で天理大学の全国大会29年ぶりの優勝に貢献した。講道館杯では準決勝で東京オリンピック金メダリストの了徳寺大学職員のウルフ・アロンに反則勝ちすると、決勝でも日体大3年のグリーンカラニ海斗を技ありで破って、シニアの全国大会初優勝を飾った。グランドスラム・東京では準決勝でイタリアのジェンナーロ・ピレッリに反則負けして3位だった。グランドスラム・タシケントでは準決勝でジョージアのヴァルラーム・リパルテリアニに逆転負けするも3位になった。2023年4月からは日本製鉄の所属となった。体重別では準決勝でグリーンに内股で敗れて3位だった。6月のグランドスラム・ウランバートルでは3回戦で地元モンゴルのバトフヤグ・ゴンチグスレンに谷落で敗れた。講道館杯では決勝で90㎏級から階級を上げてきたパーク24の増山香補を12分近い戦いの末に背負投で破って、今大会2連覇を達成した。グランドスラム・東京では初戦でリパルテリアニを背負投で破るも、その後の3回戦で中立選手(AIN)として出場したロシアのマトベイ・カニコフスキーに合技で敗れた。この結果により、パリオリンピック代表候補から除外された。2024年のグランプリ・オディベーラスでは初戦でキプロスのゲオルギウス・クルサニオタキスに技ありで敗れた。2024年3月のグランドスラム・トビリシでは3回戦でウズベキスタンのエルナザル・サルセンバエフに技ありで敗れた。4月の体重別では準決勝で増山に反則負けを喫して3位だった。
IJF世界ランキングは500ポイント獲得で70位(24/6/3現在)。

## 戦績
- 2018年 -　全国高校選手権　団体戦　2位
- 2018年 -　金鷲旗　2位
- 2018年 -　インターハイ　個人戦　3位　団体戦　優勝
- 2019年 -　体重別団体　3位
- 2021年 -　学生体重別　優勝
- 2022年 -　全日本強化選手選考会　2位
- 2022年 -　優勝大会　3位
- 2022年 -　体重別団体　優勝
- 2022年 -　講道館杯　優勝
- 2022年 -　グランドスラム・東京　3位
- 2023年 -　グランドスラム・タシケント　3位
- 2023年 - 体重別　3位
- 2023年 -　講道館杯　優勝
- 2024年 - 体重別 3位
- 2024年 - 実業団体 3位

(出典、JudoInside.com)